# Fuck Up
Fuck Up är en norsk film från 2012 i regi av Øystein Karlsen. I rollerna ses bland andra Jon Øigarden, Tuva Novotny och Anders Baasmo Christiansen.

## Handling
Jack har bestämt sig för att sluta med sina destruktiva drog- och sexvanor. Samma kväll skadas hans vän Glen efter att ha krockat med en älg vid den svenska gränsen. I bilen har Glen 3,8 kilo kokain och Jack och barndomsvännerna Robin och Rasmussen blir indragna när droghandlaren Leopold saknar sin leverans.

## Rollista (urval)
- Jon Øigarden – Jack
- Tuva Novotny – Robin
- Anders Baasmo Christiansen – Rasmussen
- Atle Antonsen – Glen
- Lennart Jähkel – Leopold
- Rebecka Hemse – Rebecca
- Iben Hjejle – Malin
- Geir Andersen – arg bilförsäljare
- Doris Funcke – Rebeccas mor
- Sten Ljunggren – Rebeccas far

## Om filmen
Fuck Up producerades av Hillevi Råberg och Anders Tangen för Via Film, Film i Väst och Illusion Film & Television. Manus skrevs av Karlsen och fotograf var Pål Bugge Haagenrud. Filmen spelades in i Trollhättan, klipptes av Andreas Nilsson och innehöll musik komponerad av Knut Avenstroup. Den premiärvisades den 16 mars 2012 i Norge.